# 420-е годы
420-е (четы́реста двадца́тые) го́ды по юлианскому календарю — промежуток времени с 1 января 420 года по 31 декабря 429 года, включающий 420 год 2-го десятилетия   и с 421 по 429 годы    3-го десятилетия V века 1-го тысячелетия.  Они закончились 1596 лет назад.

## Важнейшие события
- Ирано-византийская война (420—422)[1][2].
- 420-е годы — папа Целестин послал в Британию св. Германа Оксерра против пелагианцев[3][4].
- Конец 420-х годов — Феодосий II допустил вестготов во Фракию.

## События по годам

### 420
- Консулы имп. Феодосий II (IX раз) и имп. Констанций III (III раз).
- 420—422 — Война Византии с Персией. Римлянами командует гот Флавий Ардавур[5][6].
- Лю Юй взял власть, прекратил династию Цзинь и основал династию Сун.
- 420—479 — Династия Сун в Южном Китае.
- 420—422 — Император Сун Лю Юй.
- Мэн Сунь покорил Западную Лян и Гаочан.

### 421
- Консулы Флавий Евстахий и Флавий Агрикола.
- Гонорий провозгласил Констанция августом и своим соправителем.
- Февраль — 12 сентября — император Западной Римской империи Констанций III[7].
- 12 сентября — Умер Констанций III.
- Появление готских отрядов в Испании.
- Женитьба Феодосия на Евдокии, дочери философа Леонтия.
- 421—438 — Царь Ирана Бахрам V Гур («онагр»).
- Удавлен Гун-ди.
- Табгачи в Тоба-Вэй обложены налогом.

### 422
- Консулы имп. Гонорий (XIII раз) и имп. Феодосий II (X раз).
- 422—432 — Папа св. Целестин I.
- 422—428 — Царь Армении Арташес IV.
- Лю Юй умер.
- 422—424 — Император Сун Лю И-фу (Шао-ди).
- Сун признала Уду.

### 423
- Консулы Флавий Асклепиодот и Флавий Авит Мариниан.
- Галла Плацидия поссорилась с Гонорием и уехала с детьми в Константинополь. 15 августа — Смерть Гонория. Власть захватывает первый секретарь императора Иоанн.
- 423—425 — Император Западной Римской империи Иоанн.
- 423—459 — Отшельничество св. Симеона Стилита (Столпника) (ок.390-459).
- Китайское царство Западная Лян захвачена войсками Северная Лян.
- Тогон заключил союз с Сун против Тоба-Вэй.
- Вторжение табгачей в Хэнань и Шаньдун.
- Тоба Сы умер, на престол вступил Тоба Дао.
- 423—451 — Император Вэй Тоба Дао.
- Последний принц фамилии Сыма передался табгачам.
- Мань (в Сычуани) подчинилась Тоба-Вэй.
- Западная Цинь подчинилась Тоба-Вэй.

### 424
- Консулы Флавий Кастин и Флавий Виктор.
- Магистр конницы Гауденций погиб в Галлии во время военного восстания.
- Шао-ди низложен и убит. Возведён Лю И-лун.
- 424—453 — Император Сун Лю И-лунь (Вэнь-ди).
- В Тоба-Вэй прибыло посольство из Турфана (Чеши).
- Жужани разгромили столицу Тоба-Вэй.

### 425
- Консулы имп. Феодосий II (XI раз), Валентиниан цезарь и имп. Иоанн.
- Феодосий провозгласил цезарем Запада Валентиниана III и отправил против Иоанна войско во главе с Ардавуром. Сильный ветер разметал византийский флот. Ардавур оказался в плену и был заключён в Равенне. Сын Ардавура Аспар с армией захватил Аквилею и двинулся на Равенну. Военачальники Иоанна, убеждённые Ардавуром, открыли ворота Равенны Аспару. Иоанн взят в плен и казнён. Валентиниан в Риме провозглашён августом. Регентшей становится Галла Плацидия.
- 425—455 — император Западной Римской империи Валентиниан III, Флавий Плацидий (419, 24.7-455, 16.3). Сын императора Констанция III и Галлы Плакидии.
- 23 октября — Валентиниан III становится императором Западной Римской империи.
- Аэций вводит армию в Италию для поддержки самопровозглашённого императора Иоанна.
- Синедрион расформирован Римской империей.

### 426
- Консулы имп. Феодосий II (XII раз) и имп. Валентиниан III (II раз).
- Смерть Фарамонда. Вождь франков Хлодион[8][9][10].
- Начало правления Хлодиона, короля франков из династии Меровингов.
- Начало правления Сисиния I, патриарха Константинопольского.
- Трудам Папиниана была придана обязательная юридическая сила.
- Чанъань захвачена табгачами.
- Набег табгачей на хуннов и отход с пленными.
- Северная Лян и танчаны заключили союз с Тоба-Вэй.

### 427
- Консулы Флавий Гиерий и Флавий Ардавур[5][6].
- Против Бонифация, стратига Африки, двинуты войска империи.
- Паннонии возвращены Риму. [согласно хронике Марцеллина Комита ]
- Августин Гиппонский издал труд «О граде Божьем».
- Разгром кидаритов персами.
- Разгром эфталитов индусами.
- Хунны осадили табгачей в Чанъани. Табгачи взяли ставку Хэлянь Чана, принудив снять осаду с Чанъани.
- 427—432 (традиционно 400—405) — 17-й император Японии Ритю: (335/41-405).

### 428
- Консулы Флавий Феликс и Флавий Тавр.
- Аэций добился поражения Хлодиона.
- Указ императоров о превращении языческих храмов в христианские.
- 428—463 — Ирландский вождь Логер МакНейл.
- Убийство короля вандалов Гундерика испанцами.
- Гензерик стал королём вандалов и аланов
- 428—477 — Король вандалов Гейзерих, сын Годегизелка.
- Нестор стал константинопольским патриархом
- Умер св. Феодор, епископ Мопсуестии. Учитель Нестория.
- Плацидия назначила полководца Бонифация командующим военными силами в Ливии. Аэцию удалось поссорить Плацидию и Бонифация. Плацидия отозвала Бонифация из Африки, тот отказался и вступил в переговоры с Гейзерихом.
- Ликвидация царской власти в персидской части Армении. Власть переходит в руки нахараров. Падение Великой Армении.
- Хэлянь Чан попал в плен, его сменил Хэлянь Дин.
- 428—431 — Император Ся Хэлянь Дин.
- 428 — Хэлянь Дин вернул Чанъань.

### 429
- Консулы Флавий Флоренций и Флавий Дионисий.
- май — Переправа вандалов и аланов через Гибралтар.
- Основание королевства вандалов в Северной Африке.
- Феодосий II начал реформу римского права
- Юэбань заключила союз с Тоба Тао против жужаней.

## Родились
- Майориан — римский император в 457—461 годах.
- Либий Север — император Западной Римской империи, правивший в 461—465 годах.
- Прокопий Антемий — римский император, правивший в 467—472 годах.
- Глицерий — император Западной Римской империи, правивший в 473—474 годах[11].

## Скончались
- 30 сентября 420 — Иероним Стридонский[12] (один из учителей христианской церкви) (по другим данным, в 419 году).